# Barbara Baran
Barbara Bronisława Baran (Wojnar) (ur. 1 września 1959 w Łańcucie) – lekkoatletka (o specjalności skok w dal), olimpijka z Moskwy 1980.

## Życiorys
Reprezentowała kluby: Resovia Rzeszów (1974–1987), Stal Mielec (1988). Uczestniczyła w 5 meczach międzypaństwowych (6 startów, bez zwycięstw indywidualnych).
Jest technikiem analizy spożywczej.

## Osiągnięcia
- 1977 – 5. miejsce w mistrzostwach Europy juniorów w skoku w dal[1]
- 1978 – 2. miejsce w halowych mistrzostwach Polski w skoku w dal
- 1979 – 2. miejsce w halowych mistrzostwach Polski w skoku w dal
- 1979 – 5. miejsce na letniej uniwersjadzie w sztafecie 4 × 100 metrów
- 1979 – 13. miejsce na Letniej Uniwersjadzie w skoku w dal
- 1980 – 2. miejsce w halowych mistrzostwach Polski w skoku w dal
- 1980 – 1. miejsce w mistrzostwach Polski w skoku w dal[2][3]
- 1980 – 11. miejsce na igrzyskach olimpijskich w Moskwie w skoku w dal
- 1981 – 3. miejsce podczas mistrzostw Polski w skoku w dal[3]
- 1985 – 2. miejsce podczas mistrzostw Polski w skoku w dal[3]
- 1986 – 2. miejsce w halowych mistrzostwach Polski w biegu na 60 przez płotki

## Rekordy życiowe
- skok w dal – 6,61 m (28 maja 1980, Grudziądz)